# Paralinhomoeus lineatus
Paralinhomoeus lineatus är en rundmaskart. Paralinhomoeus lineatus ingår i släktet Paralinhomoeus, och familjen Linhomoeidae. Arten är reproducerande i Sverige.